# كالمنتان الغربية
مقاطعة كالمنتان الغربية (بالإندونيسية: Kalimantan Barat)‏ هي إحدى مقاطعات إندونسيا. عاصمتها بونتياناك.

## جزر المقاطعة
من أهم جزر المقاطعة:
- جزر كاريماتا
  - جزيرة كاريماتا
- جزيرة باوال
- جزيرة غالام
- جزيرة مايا كاريماتا